# Hemerobius griseus
Hemerobius griseus är en insektsart som beskrevs av Nakahara 1956. Hemerobius griseus ingår i släktet Hemerobius och familjen florsländor. Inga underarter finns listade i Catalogue of Life.